# Sur un fil
 (octobre 2024).
Si vous disposez d'ouvrages ou d'articles de référence ou si vous connaissez des sites web de qualité traitant du thème abordé ici, merci de compléter l'article en donnant les références utiles à sa vérifiabilité et en les liant à la section « Notes et références ».
Pour plus de détails, voir Fiche technique et Distribution.
Sur un fil est une comédie dramatique française réalisée par Reda Kateb et sorti en 2024.
Il s'agit du premier long métrage de Reda Kateb.

## Synopsis
Jo, acrobate, se blesse lors d'une prestation. Gilles, qui jouait les Monsieur Loyal, lui suggère une façon de continuer à travailler durant sa convalescence. Elle devient ainsi clown pour les enfants malades dans un hôpital.

## Fiche technique
Sauf indication contraire, les informations mentionnées dans cette section peuvent être confirmées par la base de données cinématographiques Allociné,  présente dans la section « Liens externes ».
- Titre original : Sur un fil
- Réalisation : Reda Kateb
- Scénario : Reda Kateb et Fadette Drouard
- Musique : Simon Henner (French 79)
- Décors : Catherine Jarrier-Prieur
- Costumes : Khadija Zeggaï
- Photographie : Sebastien Goepfert
- Montage : Dorian Rigal-Ansous
- Production : Robin Boespflug-Vonier et Stéphane Parthenay
- Sociétés de production : Pyramide Productions et Universal Pictures France
- Société de distribution : Universal Pictures International (France)
- Pays de production :  France
- Langue originale : français
- Format : couleur — 2,35:1
- Genre : comédie dramatique
- Durée : 116 minutes
- Dates de sortie :
  - France : 30 octobre 2024

## Distribution
- Aloïse Sauvage : Jo / Zouzou
- Philippe Rebbot : Gilles / Poireau
- Jean-Philippe Buzaud : Thierry / Roger Chips
- Sara Giraudeau : Clémence
- Samir Guesmi : Abdel
- Massil Imine : Yacine
- Elsa Wolliaston : Tamara
- Christine Pignet : la mère de Jo
- Jean-Pierre Malignon : le père de Jo
- Barbara Bolotner : Mimi
- Béatrice Michel : L'amie de Jo
- Christian Bouillette : Monsieur Christian
- Zinedine Soualem : Zinedine